# Electroforesi en gel

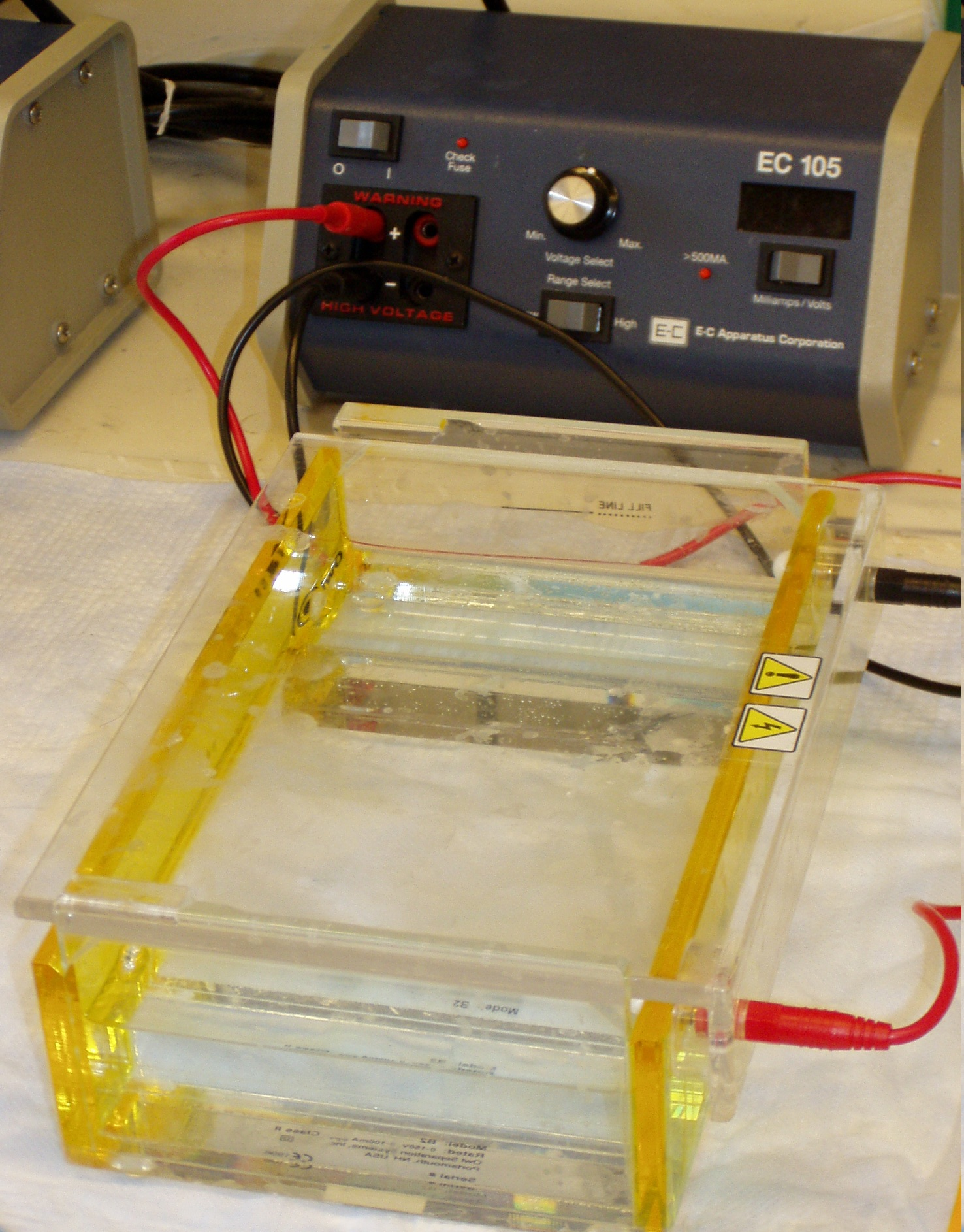
Aparell d'electroforesi.

L'electroforesi en gel és un grup de tècniques de laboratori emprades per aïllar molècules presents en mescles, basades en les seves propietats biofísiques tals com la mida, la forma, la càrrega elèctrica, o el seu punt isoelectric. L'electroforesi en gel té usualment un propòsit analític, però també tenen utilitat com a tècnica preparativa per a purificar parcialment molècules abans d'emprar altres tècniques com l'espectrometria de masses, la PCR, la clonació, la seqüenciació d'ADN o a Western blot per a la posterior caracterització.
Un dels passos implica l'ús de gels d'electroforesi és a dir una matriu semifluida emprada a separar les molècules. En molts casos el gel és un polímer entrellaçat amb una densitat de porus que pot ser controlada en la creació del gel. En separar proteïnes o petites seqüències d'àcids nucleics (ADN o ARN) el gel sol ser fet per diferents concentracions d'acrilamida. En canvi, per separar llargues seqüències d'àcids nucleics (més d'un centenar de bases), la matriu preferida és la d'agarosa. En ambdós casos, el gel formarà un sòlid de base porosa amb aspecte semblant a la gelatina que permetrà el pas del components. L'acrilamida, en contrast a la poliacrilamida, és una neurotoxina que requereix ser manejada amb cura en el laboratori per evitar intoxicacions a les persones que la manipulen o el seu alliberament incontrolat al medi ambient

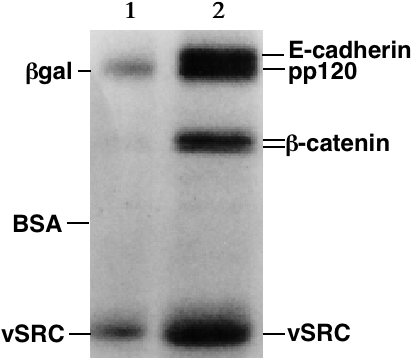
Autoradiografia en SDS-PAGE.

L'electroforesi, fa referència la força electromotriu (FEM) que és emprada per empènyer o estirar les molècules a través de la matriu de gel; col·locant les molècules en els pous dels gels i aplicant-hi un corrent elèctric les molècules es mouran a través de la matriu a diferents velocitats, cap a l'ànode si està carregada negativament o cap al càtode si està carregada positivament (cal fer notar que el gel d'electroforesi opera com una cèl·lula electrolítica i que per tant l'ànode és positiu i el càtode negatiu). En el cas dels àcids nucleics, de naturalesa àcida, la direcció d'emigració és dels elèctrodes negatius cap als positius.
Les proteïnes, per l'altra banda, tenen diferents càrregues i formes complexes, de manera que no migraran en els gels a similars velocitats. Les proteïnes, per tant, són normalment desnaturalitzades en presència de detergent com SDS/SDP que cobreix la proteïna amb una càrrega negativa. Generalment, la quantitat d'enllaços al SDS està relacionada amb la mida de la proteïna, de manera que les proteïnes desnaturalitzades resultants tenen un total de càrrega negativa i una proporció massa/càrrega similar. En aquestes condicions les diferències de velocitat entre proteïnes es deuen bàsicament a la mida, no a la càrrega ni a la forma tridimensional.
Després de l'electroforesi, quan les molècules més petites ja han arribat fins a l'ànode, les molècules d'interès del gel poden ser tenyides per a fer-les visibles. Són molt emprats el bromur d'etidi, l'argent i el blau de Coomassie. També hi ha altres mètodes de detecció: per exemple, per luminescència en exposició a llum ultraviolada. Si les molècules a ser separades contenen àtoms marcats radioactivament, es pot fer una autoradiografia per a detectar-los.
Si s'ha de fer córrer diferents barreges aquestes es posaran en diferents pou els uns al costat dels altres i es desplaçaran en paral·lel per carrils individuals. Depenent del nombre de molècules cada carril mostra una separació entre els diferents components: una banda per component. La separació incompleta dels components pot conduir a les bandes sobreposades o a llapissades indistingibles representant múltiples components no caracteritzats.
Les bandes en diferents carrils que quan deixen de ser sotmeses al corrent estan a la mateixa distància de l'inici contenen molècules que han passat a través del gel a la mateixa velocitat, cosa que habitualment ve a significar que tenen les mateixes dimensions. Hi ha diversos marcadors disponibles en el mercat que contenen una barreja de molècules de dimensions conegudes. Si un d'aquests marcadors ha corregut en el seu carril paral·lelament a una mostra llavors es pot dir que tenen el mateix pes molecular. En cas que la mostra estigui en posició intermèdia entre marcadors es pot aproximar el seu pes mitjançant una recta de regressió de les distàncies del marcador i interpolant-ne la distància de la mostra. La distància a la que viatja una banda és aproximadament inversament proporcional al logaritme de la mida de la molècula.